# USS LST-804
O USS LST-804 foi um navio de guerra norte-americano da classe LST que operou durante a Segunda Guerra Mundial.